# Tatort: Freigang
Freigang ist ein Fernsehfilm aus der Krimireihe Tatort. Der Beitrag wurde von Maran Film im Auftrag des Südwestrundfunk produziert. Die Erstausstrahlung im deutschen Fernsehen erfolgte am 9. Juni 2014. Es ist der 14. Fall des Stuttgarter Ermittlerteams Lannert und Bootz, bei dem sie unsaubere Machenschaften von Justizvollzugsbeamten in einem Stuttgarter Gefängnis in Zusammenhang mit einem Mord aufzuklären haben.

## Handlung
Eine Frau, Irina Meinert, wird in ihrer Wohnung ermordet aufgefunden. Beim Opfer werden DNA-Spuren ihres Ex-Mannes Holger Drake gefunden, doch der hat ein glaubwürdiges Alibi aufzuweisen, denn er ist in der JVA Zuffenhausen inhaftiert, wo er noch einige Jahre zu verbringen hat, da er den Liebhaber seiner Ex-Frau ermordete.
Staatsanwältin Álvarez findet in den Akten einen ähnlichen Fall, bei dem vor gut zwei Jahren der Mord an einem Bordellbesitzer unaufgeklärt blieb, da der mutmaßliche Täter zum fraglichen Zeitpunkt ebenfalls in derselben Anstalt einsaß. Da die Ermittler Unregelmäßigkeiten beim Wachpersonal vermuten, wird Kriminalhauptkommissar Lannert beauftragt, sich als Maulwurf in die Anstalt einzuschleusen, indem er die freie Stelle eines Vollzugsbeamten antritt. Kriminalhauptkommissar Bootz ermittelt derweil im Umfeld der Wachmannschaft. Als geheimer Treffpunkt der beiden dient ein Stuttgarter Bordell, in dem sich die beiden Ermittler zu bestimmten Zeiten einfinden und in einem Hinterzimmer absprechen.
Nach gut zwei Monaten Arbeit als der neue Justizvollzugsbeamte Peter Seiler konnte Lannert Vertrauen zu seinem Kollegen Carsten Scheffler aufbauen, doch der wird immer wieder von Schultz abgeschirmt, der ebenfalls Vollzugsbeamter und Schefflers Schwiegervater ist. Schultz gilt als Wortführer der Wachmannschaft des Zellenblocks und pflegt mit einigen wenigen Kollegen einen besonders vertrauensvollen Umgang, ebenso mit einigen Insassen, darunter Holger Drake. Lannerts Versuche, an diesen heranzukommen, werden immer wieder von Schultz unterbunden. Dies wird unterstützt vom Sicherheitschef Andreas Franke, von Wachmannschaft und Häftlingen respektvoll The King genannt, der sich als heimlicher Gefängnisleiter sieht. Er hält die Gefängnisdirektorin Dr. Wilkens mit Informationen kurz und stellt die erst sechs Jahre alte Anstalt als Mustergefängnis dar.
Eines Abends wird Schultz während der Abendschicht in den Keller gerufen, und Lannert folgt ihm heimlich. Dort liegt Scheffler wie leblos, und der bereits anwesende Franke blockt Lannert ab. Er weist ihn an, sich zu entfernen und Schweigen zu bewahren. Am anderen Tag wird Scheffler erhängt in einem nahen Waldstück gefunden, alles deutet auf Selbstmord hin. Es ist bekannt, dass Scheffler Alkohol- und Eheprobleme hatte. Bootz begibt sich zu Schefflers Witwe, doch die scheint über die schlimme Nachricht nur mäßig überrascht, ebenso wie der anwesende Schultz, ihr Vater.
Schließlich beginnt Franke, Lannerts Loyalität nach und nach auf die Probe zu stellen, um ihn in den Kreis seiner Vertrauten aufnehmen zu können. So muss Lannert einer Strafaktion von Häftlingen tatenlos zusehen, die den Insassen JellyBelly beim Sport zusammenschlagen, um ihm einen Denkzettel zu verpassen. Lannert stellt dies Direktorin Dr. Wilkens gegenüber als Sportunfall und normale Härte beim Fußballspielen dar. Franke ist davon beeindruckt. Er lässt durchblicken, dass er sich vor gut einem Jahr an Barbara Scheffler herangemacht und sie zu seiner Geliebten gemacht hat, mit Wissen und Billigung von Schultz und Carsten Scheffler. Für sein Schweigen und seine Mitarbeit erhält Lannert Geld, das er in einem Umschlag in seinem Spind vorfindet.
Derweil vermutet Bootz, dass Barbara Scheffler mehr weiß, als sie zugibt, und bedrängt sie zu reden. Als Franke davon erfährt, veranlasst er den heimlichen „Freigang“ von Insasse Bulkin, einem zweifachen Mörder, der Barbara abends maskiert in ihrer Wohnung aufsucht und sie zusammenschlägt, als Warnung, zu schweigen. Obwohl die Zusammenhänge für die Ermittler offensichtlich sind, kann Staatsanwältin Álvarez nichts unternehmen, da ihr die gerichtsverwertbaren Beweise noch fehlen. So beschließen Lannert und Bootz, Barbara als Lockvogel zu benutzen, um Frankes und Schultzes System auffliegen zu lassen. Diese erklärt sich einverstanden. Sie lässt Franke gegenüber durchblicken, dass sie auspacken wird. Dieser organisiert daraufhin, dass Bulkin in zwei Tagen erneut zuschlagen und Barbara diesmal endgültig zum Schweigen bringen soll. Lannert soll diesmal den heimlichen „Freigang“ während seiner Abendschicht ermöglichen. Er informiert Bootz, der mit einem Eingreifkommando die Überwachung von Barbaras Haus organisiert. Doch am nächsten Tag wird während Lannerts Abendschicht überraschend Drake auf „Freigang“ geschickt, einen Tag zu früh. Lannert versucht vergeblich, Kontakt mit Bootz aufzunehmen. Daraufhin versucht er, Schultz zum Beenden der Aktion zu überreden, da seine Tochter in Gefahr sei, doch der entgegnet, dass Franke seine Pläne oft kurzfristig ändere, um sicherzugehen, dass ihn keiner verrate. Daraufhin betäubt er Lannert mit einem Taser und sperrt ihn in eine leere Zelle ein.
Bootz, dem Lannert als Warnung lediglich einige inhaltslose SMS-Nachrichten schicken konnte, macht sich auf den Weg zu Frankes Haus, denn der King ist das eigentliche Ziel von Holger Drake. Der Mörder dringt maskiert in das Haus Frankes ein, wird dort jedoch von Bootz gestellt und angeschossen. Da taucht Franke auf und erschießt den verwundeten Drake, um ihn zum Schweigen zu bringen. Doch nun ist die Beweislage ausreichend, und Franke wird festgenommen, ebenso wie Dr. Wilkens und Schultz, der zuvor Lannert den Häftlingen gegenüber als Polizisten outet und ihnen überlassen will. Gerade als Lannert von einer Gruppe Häftlinge zusammengeschlagen werden soll, taucht Bootz mit einem Einsatzkommando der Polizei auf und rettet ihn.
Franke und Schultz hatten sich mit einer Gruppe eingeschworener Vollzugsbeamter ein System von Abhängigkeiten, Bestechungen und Erpressungen innerhalb der Haftanstalt aufgebaut, indem sie Mörder freiließen, die „draußen“ bezahlte Aufträge erledigten und danach unbemerkt wieder zurückkehrten. Ihre Haftstrafe diente ihnen als Alibi und sie erhielten für ihre Dienste Vergünstigungen wie Prostituierte, Drogen oder Krankschreibungen. Franke hielt sich Barbara Scheffler als Geliebte. Dies und die unsauberen Machenschaften der Gruppe belastete das Gewissen von Carsten Scheffler derart, dass er sich im Keller des Gefängnisses das Leben nahm. Um dies zu vertuschen, wurde er von Frankes Leuten draußen im Wald aufgehängt. Schultz wollte mit all dem aufhören und organisierte deshalb den Freigang von Holger Drake, um Franke zu beseitigen.

## Hintergrund
Die im Film dargestellte Justizvollzugsanstalt Zuffenhausen ist fiktiv. Die Gefängnisszenen wurden in der JVA Rosdorf gedreht.

## Rezeption

### Einschaltquoten
Die Erstausstrahlung von Freigang am 9. Juni 2014 wurde in Deutschland von 6,42 Millionen Zuschauern gesehen und erreichte für Das Erste einen Marktanteil von 23,2 Prozent.

### Kritiken
Bei der Frankfurter Allgemeinen kritisiert Marco Dettweiler und findet: „Martin Eigler lässt durch seine ruhige Regie dem Zuschauer viel Zeit, um sich mit der maroden Struktur einer Justizvollzugsanstalt zu beschäftigen. Eher selten bedient er sich bekannter Knast-Klischees. Die Darstellung des Gefängnisalltags wirkt weitestgehend realistisch. Das liegt auch an den gut besetzten Nebenrollen. So zeigt Hans-Heinrich Hardt, wie man mit reduzierter Mimik überzeugend darstellen kann.“
Thomas Gehringer nennt diesen Tatort bei tittelbach.tv klug und unterhaltsam. Er schreibt: „Die Spannung beruht über weite Strecken nicht auf Tempo und Dynamik, sondern auf genauer Beobachtung und einem geschickt inszenierten Beziehungsgeflecht innerhalb und außerhalb des Gefängnis-Universums.“
Bei Spiegel Online findet Christian Buß: „Kurz vor der großen Sommerpause macht der ‚Tatort‘ noch mal richtig Angst.“ […] „Schweinereien im Schwabenland: Fast bekommt man den Eindruck, die Verantwortlichen beim SWR wollten die besonders biederen ‚Tatorte‘ der Vergangenheit wettmachen. In der letzten Episode mit Lannert und Boots zeigte sich ja schon eine gewisse neue Härte, nun gibt es einen testosteronbefeuerten, aber auch in sich schlüssigen Knast-Schocker.“